# Oddone d'Incisa

Stemma dei Marchesi di Incisa

Oddone d'Incisa (1450 – Nizza della Paglia, luglio 1514) fu signore d'Incisa.

## Biografia
Figlio di Enrico II d'Incisa (1390-1471), fu signore dotato di iniziativa e di intuito politico, nel 1487 assieme al fratello Secondino e al cugino Alberto ottiene dal marchese Bonifacio III del Monferrato l'investitura dell'intero marchesato d'Incisa, escludendo gli altri consorti e prendendosi una feroce vendetta contro i cugini Ippolito e Pietro Maria.
Successivamente diventò vassallo sia del re di Francia che del duca di Savoia per contrapporsi ai parenti già suoi alleati e sostenuti a loro volta dal marchese del Monferrato. Appoggiandosi a Ludovico il Moro costrinse i consorti a cedere le loro quote e l'11 settembre del 1497 ottenne dall'imperatore l'investitura a unico signore del marchesato, con diritto di primogenitura.
Ma quando il Moro nell'agosto del 1500 fu fatto prigioniero dai Francesi, Oddone rimase senza il suo potente protettore, incerto circa l'indirizzo da seguire per non rinunciare al suo piano ambizioso.
Questo lo indusse ad appoggiarsi al duca Carlo III di Savoia, vicario imperiale. Il 2 maggio 1513 si accordò segretamente con questi per l'investitura a marchese di Monferrato, ma venne scoperto dall'allora titolare in Casale, Guglielmo IX: il 24 luglio del 1514 questi assediò Incisa, che cadde senza difficoltà. Oddone e il figlio maggiore Badone furono condannati a morte e giustiziati a Nizza della Paglia (oggi Nizza Monferrato).

## Moglie e figli
Oddone d'Incisa si sposò nel 1503 con Franchetta Asinari, figlia di Bertagna dei conti di Costigliole e San Marzano. Dopo la morte di Oddone, avvenuta nel 1514, Franchetta Asinari andò ad abitare presso i fratelli Ercole e Raffaele che tenevano in feudo Costigliole da Carlo III, duca di Savoia. I figli Gerolamo, Gian Giacomo e Carlotta, ancora in giovane età, erano trattenuti in ostaggio dal marchese di Monferrato. Rilasciati in seguito alle pressioni dell'imperatore, anch'essi andarono ad abitare nel castello degli zii materni sotto protezione del duca sabaudo con il quale Franchetta continuava a intrattenere rapporti di cordialità ed a confidare le sue pene e i suoi timori.
La marchesa era già ricorsa all'imperatore denunciando le prevaricazioni di Guglielmo IX del Monferrato, ma questi scriveva al suo oratore presso la corte imperiale perché si adoperasse onde far annullare "qualunque processo...fatto ed istituito a la importuna instanza della moglie e figlioli" di Oddone "i quali vorrebbero continuare ad occupare le ragioni del marchesato ad imitazione perversa del padre". A sostenere i diritti di Franchetta e dei giovani eredi interveniva il duca di Savoia, il quale assicurò la marchesa con lettera del 22 aprile 1517 che avrebbe recuperato il marchesato a loro favore. Ma Guglielmo continuava nel suo comportamento intimidatorio verso la vedova di Oddone perché la sua presenza e quella dei figli rappresentavano una minaccia ai suoi progetti di annessione. Per cui li faceva "perseguitare per un suo capitano chiamato Monferrino" mirando ad averli "in sua balia...ed ogni giorno faceva oltraggio" anche ai fratelli di Franchetta a Costigliole ed erano "appellati li banditi d'Ancisa".
Le provocazioni di Guglielmo suscitarono anche l'energica protesta dell'arcivescovo di Torino Claudio di Seyssel, al quale era giunta notizia della tragedia degli Incisa. Il prelato il 18 agosto 1518 scriveva a Giovanni Giacomo Paistrono, segretario delle Marchese del Monferrato, perché persuadesse Guglielmo ad allontanare da Costigliole il "Monferrino" onde evitare altre occasioni di incidenti. La stessa comunità di Costigliole supplicava il duca di Savoia di intervenire per far cessare le rappresaglie contro Franchetta che trascorreva i giorni con grande paura di essere presa. La presenza dei fuoriusciti a Costigliole complicava ulteriormente le cose, e la comunità di Costigliole non poteva mantenerli in quei tempi di ristrettezze economiche.
La questione non fu di facile soluzione e si trascinò a lungo. Nel 1518 se ne trattava anche nel Consiglio della città di Torino.
Il 27 agosto di quell'anno, una lettera disponeva che i fuoriusciti sgombrassero la terra di Costigliole e si rifugiassero altrove. Nel 1519 il podestà d'Incisa, con ordinanza del 1º marzo, vietava a chiunque di accogliere i fuoriusciti, pena la condanna alla confisca dei beni.
Franchetta continuò a stare con i fratelli finché andò a vivere con il figlio Gian Giacomo a Bergamasco. Tuttavia il fratello Ercole non dimenticò la sventurata sorella alla quale con testamento del 24 agosto 1527 legava dieci sacchi di frumento l'anno ed un'abitazione nel castello di Costigliole vita natural durante.

## Discendenza
Oddone ebbe 4 figli:
- Badone (?-Nizza Monferrato luglio 1514), sposato con la figlia di Lorenzo Tabusso da Chieri. Morì condannato a morte assieme al padre;
- Girolamo, morto nel 1526 in duello;
- Gian Giacomo (?-1546), sposato con Francesca Lacerda;
- Carlotta, sposata con Andrea Roero di Calosso.